# Сант'Антонино (Катанија)
Сант'Антонино је насеље у Италији у округу Катанија, региону Сицилија.
Према процени из 2011. у насељу је живело 388 становника. Насеље се налази на надморској висини од 118 м.